# Qui sème le vent récolte le tempo
Qui sème le vent récolte le tempo è l'album di debutto di MC Solaar. Il titolo è un gioco di parole sul proverbio biblico Qui seme le vent récolte la tempête ("Chi semina vento raccoglie tempesta"). L'unico singolo estratto è Bouge de là.

## Tracce
1. Intro (strumentale)
2. Qui sème le vent récolte le tempo
3. Matière grasse contre matière grise
4. Victime de la mode
5. L'histoire de l'art
6. Armand est mort
7. Quartier nord
8. Interlude (strumentale)
9. A temps partiel
10. Caroline
11. La musique adoucit les mœurs
12. Bouge de là (parte. 1)
13. Bouge de là (parte. 2) (impro)
14. Ragga Jam (impro)
15. La devise
16. Funky Dreamer (strumentale)